# Oostenrijk op het Eurovisiesongfestival 2005
Oostenrijk nam deel aan het  Eurovisiesongfestival 2005, gehouden  in Kiev, Oekraïne. Het was de 41ste deelname van het land aan het festival.

## Selectieprocedure
Net zoals hun vorige deelname, koos men ervoor om deze keer een nationale finale te organiseren. De finale werd gehouden op 25 februari 2005 in de studio's van de nationale omroep in Wenen. De show werd gepresenteerd door Mirjam Weichselbraun en Christian Clerici. In totaal deden 10 artiesten mee aan deze finale en de winnaar werd gekozen door regionale televoting en SMS-voting.
| Volgorde | Lied                       | Artiest       | Punten | Plaats |
| -------- | -------------------------- | ------------- | ------ | ------ |
| 1        | "Y así"                    | Global Kryner | 102    | 1ste   |
| 2        | "Just Like That"           | Jade Davis    | 22     | 9de    |
| 3        | "Hotel, Hotel"             | Alf Poier     | 51     | 7de    |
| 4        | "Back Home"                | Mystic Alpin  | 73     | 4de    |
| 5        | "Who You Are"              | Marque        | 53     | 6de    |
| 6        | "Dreaming"                 | Global Kryner | 54     | 5de    |
| 7        | "Perfect World"            | Jade Davis    | 19     | 10de   |
| 8        | "Good Old Europe is Dying" | Alf Poier     | 98     | 2de    |
| 9        | "One World"                | Mystic Alpin  | 74     | 3de    |
| 10       | "In The Universe"          | Marque        | 34     | 8ste   |

## In Kiev
In de halve finale van het festival in Oekraïne moest Oostenrijk aantreden als eerste, net voor Litouwen. Na het afsluiten van de stemmen bleek dat Oostenrijk op een eenentwintigste plaats was geëindigd met 30 punten, wat niet genoeg was om de finale te halen. Nederland en België hadden geen punten over voor deze inzending.

### Gekregen punten

#### Halve Finale
| 12 punten | 10 punten  | 8 punten | 7 punten  | 6 punten                  |
| --------- | ---------- | -------- | --------- | ------------------------- |
|           | - Slovenië |          | - Andorra | - Zwitserland             |
| 5 punten  | 4 punten   | 3 punten | 2 punten  | 1 punt                    |
| - Albanië |            |          |           | - Duitsland - Griekenland |

### Punten gegeven door Oostenrijk

#### Halve Finale
Punten gegeven in de halve finale:
| 12 punten | Kroatië         |
| 10 punten | Roemenië        |
| 8 punten  | Moldavië        |
| 7 punten  | Hongarije       |
| 6 punten  | Denemarken      |
| 5 punten  | Polen           |
| 4 punten  | Noord-Macedonië |
| 3 punten  | Slovenië        |
| 2 punten  | Noorwegen       |
| 1 punt    | Zwitserland     |

#### Finale
Punten gegeven in de finale:
| 12 punten | Servië en Montenegro  |
| 10 punten | Bosnië en Herzegovina |
| 8 punten  | Kroatië               |
| 7 punten  | Turkije               |
| 6 punten  | Roemenië              |
| 5 punten  | Malta                 |
| 4 punten  | Griekenland           |
| 3 punten  | Albanië               |
| 2 punten  | Moldavië              |
| 1 punt    | Israël                |

1957 · 1958 · 1959 · 1960 · 1961 · 1962 · 1963 · 1964 · 1965 · 1966 · 1967 · 1968 · 1969-1970 · 1971 · 1972 · 1973-1975 · 1976 · 1977 · 1978 · 1979 · 1980 · 1981 · 1982 · 1983 · 1984 · 1985 · 1986 · 1987 · 1988 · 1989 · 1990 · 1991 · 1992 · 1993 · 1994 · 1995 · 1996 · 1997 · 1998 · 1999 · 2000 · 2001 · 2002 · 2003 · 2004 · 2005 · 2006 · 2007 · 2008-2010 · 2011 · 2012 · 2013 · 2014 · 2015 · 2016 · 2017 · 2018 · 2019 · 2020 · 2021 · 2022 · 2023 · 2024 · 2025